# Patricia Wrightson
Patricia Wrightson (Lismore (New South Wales), 19 juni 1921 - (New South Wales), 15 maart 2010) was een Australisch kinderboekenschrijfster.
Wrightson verhuisde tijdens de Tweede Wereldoorlog van het Australische platteland naar Sydney om er te werken in een munitiefabriek. Wrightson werd de schrijfster van verschillende invloedrijke kinderboeken. Haar werk werd vertaald in zestien talen. In een aantal van haar boeken verwerkte zij de mythologie van de Australische aborigines. Wrightson was vele jaren uitgeefster van The School Magazine, een literair tijdschrift voor kinderen. Zij werd in 1984 de winnares van de belangrijke Hans Christian Andersenprijs en won ook viermaal de belangrijkste Australische onderscheiding voor kinder- en jeugdliteratuur. De Patricia Wrightson Award for Children's Literature werd ter harer ere gecreëerd.